# Пески (Петропавловский район)
Пе́ски — село в Петропавловском районе Воронежской области России. 
Образует Песковское сельское поселение.

## География

### Улицы
| - ул. Березовая - ул. Восточная - ул. Западная - ул. Зеленая - ул. Луговая - ул. Песчаная | - ул. Полевая - ул. Садовая - ул. Сосновая - ул. Центральная - ул. Широкая - ул. Школьная |

## Население
| 2010  | 2012  | 2013  | 2014  | 2015  | 2016  | 2017  |
| ----- | ----- | ----- | ----- | ----- | ----- | ----- |
| 1402  | ↘1367 | ↘1337 | ↘1298 | ↘1287 | ↗1289 | ↘1258 |
| 2018  |       |       |       |       |       |       |
| ↘1243 |       |       |       |       |       |       |